# (39672) 1996 BF1
1996 بي أف 1 (ويعرف أيضًا باسم (39672) 1996 بي أف 1 وفق تسمية الكوكب الصغير) (بالإنجليزية: 1996 BF1)‏ هو كويكب ضمن حزام الكويكبات؛ وترتيبه 39672 من حيث الاكتشاف.
اكتُشف هذا الجُرم الفلكي بواسطة Warren B. Offutt ‏ في 22 يناير 1996.

## وصلات خارجية
- (39672) 1996 BF1 في قاعدة بيانات مختبر الدفع النفاث لأجرام النظام الشمسي الصغيرة

- الاكتشاف · مخطط المدار ·  العناصر المدارية · المعلمات المادية

- (39672) 1996 BF1 على موقع ويكي سكاي: DSS2, SDSS, GALEX, IRAS, Hydrogen α, X-Ray, Astrophoto, Sky Map, Articles and images